# Севернокавказки федерален окръг
Севернокавказкият федерален окръг (на руски: Северо-Кавка̀зский федера̀льный о̀круг) е един от 8-те федерални окръзи на Русия.
Населението му е 9 108 737 души (при преброяването от 2010 г.), които живеят на площ 172 360 km2 (52/km2).

## Състав на окръга
В състава на окръга влизат следните субекти на Федерацията.

### Републики
- Дагестан
- Ингушетия
- Кабардино-Балкария
- Карачаево-Черкесия
- Северна Осетия – Алания
- Чечения

### Краеве
- Ставрополски